# Isidro Ortiz

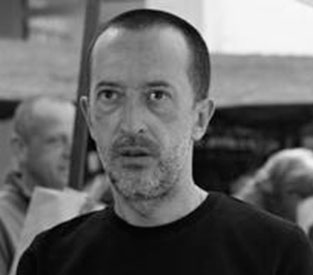
Fausto 5.0

Isidro Ortiz realiza sus primeros estudios en el London Film Institute y consigue con su corto Hermetikoa el Primer Premio del Festival de videoarte de San Sebastián. 
En el 83 entra a trabajar como montador en los servicios informativos de TVE (informativos, Informe semanal, Testigo directo...) 
1987: comienza a realizar vídeos musicales (Serrat, Mecano...) y desfiles de moda (Loewe, Manuel Piña
1990: se incorpora a Canal Plus como Subdirector de Arte y Coordinador de Realizadores para el lanzamiento de la cadena y Subdirector- Realizador de su programa estrella Lo + Plus (Premio Laus 1991). En 1992 trabaja con J. Walter Thompson en el diseño y la coordinación de la realización de la Expo de Sevilla. Canal Plus no tarda en contratarlo en exclusiva y allí realiza programas especiales como La Ciudad Plural, premiados en el Festival de New York, y diseña los primeros canales españoles temáticos de la plataforma Digital+. También diseña la nueva imagen de los 40 principales de Canal+ (Premio TP de oro al mejor programa musical).
1993: comienza a trabajar en el mundo publicitario realizando spots para las primeras marcas (Coca Cola, Pepsi, Mahou, Damm, Matutano, Opel, Renault, La Vanguardia, etc.) combinando durante dos años su trabajo de realizador de Cine Publicitario con su puesto en el equipo de Dirección de “Especial Canal Plus”. También trabaja para la productora publicitaria italiana Mercurio de Milán.
En 1999 deja Canal Plus para integrarse con Fausto Producciones y La Fura dels Baus en el proyecto cinematográfico Fausto 5.0 que, una vez presentado en Venecia, fue la película española más premiada internacionalmente ese año en una trayectoria que culminó con el Meliès de Oro a la Mejor Película Fantástica europea. Después rueda su  segundo largometraje, Somne (Festival Fantástico de Sitges), y realiza las Tvmovies Jugar a matar (líder en prime time de Tele5 con más del 24,6% de audiencia) y El asesino del parking, ambas para las cadenas de televisión Tele5 y TV3. 
En julio de 2009 presenta en La Berlinale  su tercer largometraje Eskalofrio, Premio del Jurado en el European Film Festival de Estrasburgo, dos Premios Gaudí y 10ª película española por recaudación ese año. Vendida a más de 50 países, fue 4ª en México. 
En 2010 escribe y dirige la adaptación de la obra Terra Baixa para  TV3, y logra de nuevo ser líder de audiencia y el elogio unánime de la crítica.
En septiembre de 2011 presenta en el teatro de la Biblioteca de Cataluña una nueva versión de la obra con La Fura dels Baus titulada Terra Baixa Reload, con una puesta en escena innovadora y vanguardista que cuelga el cartel de no hay localidades. 
Los dos años siguientes trabaja con La Fura dels Baus en varias óperas y espectáculos internacionales en la creación de proyecciones vectoriales y mapping 3d para los espectáculos.
2013: escribe junto a Albert Sanchez Piñol un guion basado en el superventas internacional Pandora en el Congo, actualmente en fase de desarrollo.
2015: junto al “Gran Jaumet”  (Director de la compañía “IMPROACATOMBA” campeona del mundo de improvisación 2013) crea un nuevo formato de entretenimiento para TV3 : “Improstarr” un delirante falso reality sobre el mundo de la improvisación.
En 2016 la agencia El laboratorio cuenta con él para el desarrollo y la realización de la campaña “El cliente más difícil” para MAKRO con un espectacular éxito en YouTube y redes sociales.
También colabora con Carlos Padrissa (La Fura dels Baus) en la creación de un espectáculo multimedia en la pirámide del Sol de Teotihuacan para la empresa mexicana Cocolab.
Actualmente prepara una miniserie de ficción inspirada en el cómic Ramon Llull y los símbolos secretos para TV3, Canal 9 e IB3.
También prepara con La Fura dels Baus la primera ópera adaptada a la realidad virtual, Una noche en la ópera-360º.

## Filmografía
Fausto 5.0
 Somn
 Eskalofrio

## Telefilmes
Jugar a matar
 El asesino del parking
 Terra Baixa

## Entretenimiento
Lo + Plus
 Mucho Más
 Improstarr
 Los 40 principales

## Documentales
Supermodel
 La ciudad plural
 Surrealismo